# La ciudad perdida de Z (película)
La ciudad perdida de Z o Z, la ciudad perdida es una película biográfica de acción y aventuras de Estados Unidos, escrita y dirigida por James Gray, basada en el libro del mismo título publicado en 2009 por David Grann. Describe acontecimientos reales sobre el explorador británico Percy Fawcett, que intentó en varias ocasiones encontrar una ciudad perdida antigua en la cuenca del río Amazonas y finalmente desapareció en 1925 junto con su hijo mientras buscaba la ciudad. La película está protagonizada por Charlie Hunnam como Fawcett junto con Robert Pattinson en el papel de su acompañante Henry Costin y Sienna Miller como su mujer Nina Fawcett.
La película celebró su lanzamiento mundial en forma de velada de cierre del Festival de cine de Nueva York, el 15 de octubre de 2016. Fue estrenada oficialmente el 21 de abril de 2017, por Amazon Studios y Bleecker Street.

## Argumento
Un explorador inglés busca incansablemente la legendaria Ciudad de Z, en la región de Barra do Garcas, Mato Grosso, en el Pantanal de Brasil, en medio de una época de gran cambio social y político en todo el mundo, como la I Guerra Mundial.

## Reparto

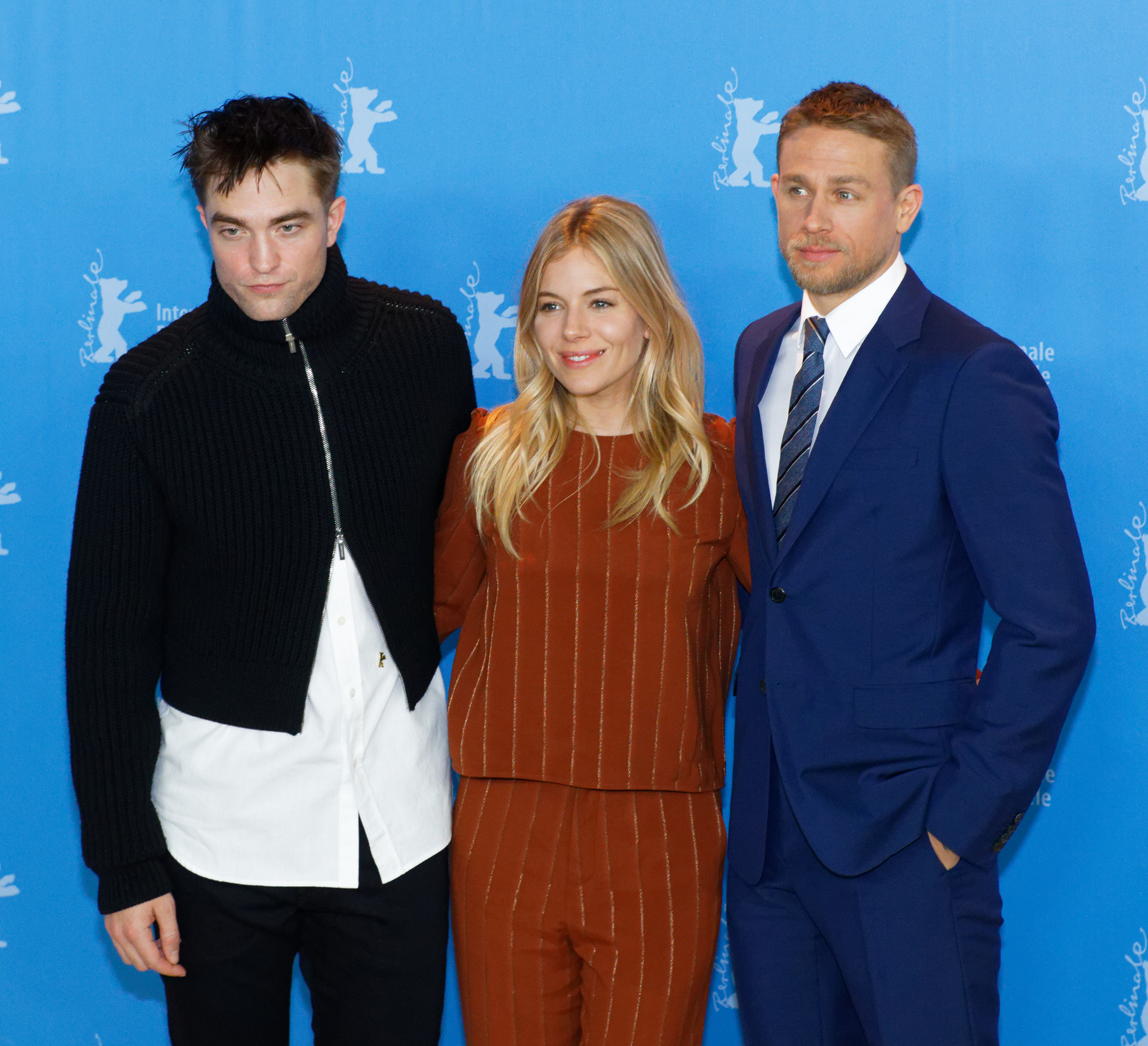
El reparto en la Berlinale 2017

- Charlie Hunnam en el papel del Coronel Percy Fawcett, un militar reconvertido en explorador, a la búsqueda de una ciudad perdida en lo más profundo del Amazonas.[6]
- Robert Pattinson como el cabo Henry Costin.
- Sienna Miller en el papel de Nina Fawcett.
- Tom Holland en el papel de Jack Fawcett.[7]
  - Bobby Smalldridge en el papel de Jack Fawcett, un niño de 7 años.
  - Tom Mulheron como el joven Jack Fawcett.
- Angus Macfadyen como James Murray.[8]
- Edward Ashley como el cabo Arthur Manley.[9]
- John Sackville como Simon Beauclerk.
- Adam Bellamy como Cecil Gosling.
- Daniel Huttlestone como Brian.
- Harry Melling como William Barclay.
- Franco Nero como el Baron de Gondoriz

## Producción

### Desarrollo
Originalmente Paramount Pictures y Plan B Entertainment contrataron a James Gray para escribir y dirigir la película basada en el libro de 2009 de David Grann en febrero de 2009 pero la película quedó en fase de desarrollo durante seis años. En una entrevista publicada en 2015 con Indiewire, Gray admitió que había avanzado con el guion durante un tiempo antes de continuar con la producción. Explicó que «es una producción muy complicada y la historia es asombrosa, pero es una historia complicada. Y queremos hacerlo bien. Ir a la selva y demás es una propuesta muy muy intimidante. Pero, al mismo tiempo, es fantástica. Es la razón por la que hacemos películas».

### Casting
El proyecto pasó por varios cambios hasta encontrar a su protagonista. Inicialmente, Brad Pitt era el elegido para protagonizar el papel del Coronel Percy Fawcett, y adicionalmente trabajando como productor con su compañía Plan B Entertainment. En noviembre de 2010, Pitt se bajó del papel principal por conflictos de agenda, pero continuó en el rol de productor. El 4 de septiembre de 2013, Benedict Cumberbatch fue seleccionado para el papel protagonista, junto con Robert Pattinson, quien también se unió al elenco para representar el papel del explorador Henry Costin.
En febrero de 2015, Cumberbatch también abandonó la producción debido a problemas de agenda, y fue reemplazado por Charlie Hunnam, mientras que Sienna Miller se unió al reparto en el papel de Nina Fawcett.